# マニウス・アエミリウス・レピドゥス
マニウス・アエミリウス・レピドゥス（ラテン語: Manius Aemilius Lepidus、生没年不詳）は紀元前1世紀初期・中期の共和政ローマの政治家。紀元前66年に執政官（コンスル）を務めた。

## 出自
レピドゥスは古いパトリキ（貴族）であるアエミリウス氏族の出身である。レピドゥス家も紀元前285年のマルクス・アエミリウス・レピドゥス 以来、多くの執政官を輩出してきた。
カピトリヌスのファスティの該当部分が欠落しており、レピドゥスの父、祖父のプラエノーメン（第一名、個人名）は不明である。しかし父についてはデロス島の碑文からマニウスと推測されている。

## 経歴
レピドゥスの初期の経歴は不明であるが、執政官就任年と当時のコルネリウス法の規定から逆算して、遅くとも紀元前69年にはプラエトル（法務官）に就任したはずである。
紀元前66年に執政官に就任。同僚執政官はプレブス（平民）のルキウス・ウォルカキウス・トゥッルスであった。執政官としての業績はほとんど記録に残っていない。執政官就任初日の1月1日、両執政官は元老院を召集し、前年12月に護民官ガイウス・マニリウスが提出した、解放奴隷の投票方法に関する法案（Lex Manilia de libertinorum suffragiis、従来はローマ市内の4つの都市トリブスでの投票に限定されていたが、新法では元主人が所属するトリブスでの投票を可能とした）を審議させ、この法案は却下された。ただ、グナエウス・ポンペイウスのインペリウム延長法案（Lex Manilia de imperio Cn. Pompei）は通過した。
年末の執政官選挙前日、レピドウスとトゥッルスは徳政令を公約としていたルキウス・セルギウス・カティリナの立候補を認めないことした。紀元前66年の大晦日に、カティリナとその支持者がフォルムで武装しているのが目撃された。キケロは後に、カティリナが執政官殺害を計画していたと述べている。ほどんどの研究者は、キケロが言う執政官とは次期執政官のルキウス・アウレリウス・コッタとルキウス・マンリウス・トルクァトゥスを指すと考えているが、レピドウスとトゥッルスという説もある。これが第一次カティリナの陰謀と呼ばれるものであるが、紀元前63年に発覚した第二次カティリナの陰謀にカエサルが関与していたかのように見せかけるために、反カエサル派が後に捏造したプロパガンダの可能性もある。
紀元前65年、レピドゥスはローマ人の尊厳を傷つけたとして告訴されたガイウス・コルネリウス（紀元前67年護民官）裁判で証人に立っている。紀元前63年のカティリナ一派のクーデター未遂に対する元老院評議では、首謀者に死刑を求めるキケロを支持した。カエサルとポンペイウスの内戦では、当初はポンペイウスに同情しつつも、様子見の姿勢をとっていた。強い関心を持って経過を追っていたが、紀元前49年2月にカエサルの軍が包囲されるかもしれないという報告を聞くと、生き返ったかのように積極的な行動を開始した。しかし、ポンペイウスが最初の戦いで敗北したことが直ぐに明らかになった。このような状況の中、レピドゥスはカエサルの支配下にあった元老院へ出席をせざるを得なくなった。その後のレピドゥスに関する記録はない。

## 参考資料

### 古代の資料
- カッシウス・ディオ『ローマ史』
- マルクス・トゥッリウス・キケロ『カティリナ弾劾』
- マルクス・トゥッリウス・キケロ『アッティクス宛書簡集』
- マルクス・トゥッリウス・キケロ『ピリッピカ』

### 研究書
- Lyubimova O. "The First Conspiracy of Catiline" and Mark Licinius Crassus // Antique World and Archeology. - 2015. - No. 17 . - S. 151-175 .
- Broughton R. Magistrates of the Roman Republic. - New York, 1952. - Vol. II. - P. 558.
- Klebs E. Aemilius 62 // Paulys Realencyclopädie der classischen Altertumswissenschaft . - 1893. - Bd. I, 1. - Kol. 550-551.
- Münzer F. Volcacius 8 // Paulys Realencyclopädie der classischen Altertumswissenschaft . - 1961. - Bd. II, 17. - Kol. 754-756.